# Paškal Fortuño
Blaženi Paškal Fortuño Almela (Villarreal, 3. ožujka 1886. – Castellon/Benicassimo, 8. rujna 1936.), španjolski franjevac, mučenik, svećenik, misionar i blaženik Katoličke Crkve, žrtva Španjolskog crvenog terora.

## Životopis
Rođen je 3. ožujka 1886. u Villarrealu u pobožnoj katoličkoj obitelji. Kršten je već sljedećega dana, a roditelji mu nadjenjuju krsno ime Paškal (Pascual). Osnovnu školu pohađa u sklopu Franjevačkog kolegija u Villarrealu, nakon čega se s dvanaest godina upisuje u franjevačko sjemenište u mjestu Balaguer.
Franjevački habit oblači 18. siječnja 1905. zadržavši krsno ime. Jednostavne zavjete polaže 21. siječnja 1906., a svečane
4. siječnja 1909., pune tri godine kasnije. Pri Franjevačkom studiju Onteniente studira bogoslovlje i filozofiju. Za svećenika se zaređuje u Teruelu 15. kolovoza 1913. te biva poslam u sjemenište Benissa. Četiri godine kasnije biva dodijeljen Kustodiji sv. Antuna u Argentini, gdje kao misionar vrši svećeničku službu.

## Mučenička smrt
Povratkom u Španjolsku biva imenovan vikarom samostana novicijata Santo Spirito del Monte u blizini Valencije. Zbog političke nepodobnosti 18. srpnja 1936. napušta samostan te se sklanja kod svoje obitelji u Villarreal. Pritom je svoju baku umirio riječima: "Ne brinite se, vi ćete imati sina na Nebu."
Uhićen je 7. rujna 1936. na cesti između Castellona i Benicassima. Odveden na pogubljenje, mecima pogođen u prsa i pao na tlo, pa je mučitelju rekao: “Beskorisno vam je pucati, ako me želite ubiti posluži se hladnim oružjem”. Ovaj je uzeo bodež i zarinuo svećeniku u prsa. Počinitelji smrtne kazne bili su nadahnuti njegovim držanjem i riječima praštanja na samrti, priznavši: “Mi smo učinili zlo ubivši ga: on je bio svetac”, “Ako je istina da postoje sveci, on je jedan od njih”.

## Beatifikacija i štovanje
Nakon pogubljenja njegovi posmrtni ostaci privremeno su smješteni na groblju u Castellónu, do oslobođenja grada od anarhokomunista, nakon čega su 3. studenoga 1938. preneseni u njegov rodni kraj. Svečano su položeni u franjevačkoj crkvi, ispred njegova sveišta, u rodnom Villarrealu.
Blaženim ga je proglasio papa Ivan Pavao II. 11. ožujka 2001. zajedno s trojicom braće.
Spomendan mu je 20. studenoga.